# Sébastien Joly
Sébastien Joly (Tournon-sur-Rhône, 25 juni 1979) is een Frans voormalig wielrenner. Hij was beroepsrenner van 2000 tot en met 2011. 
In 2007 werd er, net als bij Lance Armstrong, teelbalkanker geconstateerd. Hij besloot tijdelijk te stoppen met wielrennen. Gelukkig kon hij in 2008 alweer terugkeren in het wielerpeloton. Het blijkt zelfs dat Lance Armstrong hem een hart onder de riem heeft gestoken tijdens zijn ziekte en bedankte hem daar voor in de Tour van 2009.

## Belangrijkste overwinningen
1999
- Parijs-Roubaix voor beloften

2005
- 1e etappe Ronde van de Limousin
- Eindklassement Ronde van de Limousin

2007
- Parijs-Camembert

2009
- 5e etappe Omloop van Lotharingen

## Resultaten in voornaamste wedstrijden
| Jaar | Ronde van Italië | Ronde van Frankrijk | Ronde van Spanje |
| ---- | ---------------- | ------------------- | ---------------- |
| 2002 |                  |                     |                  |
| 2004 |                  | 146e                |                  |
| 2005 |                  | 106e                | opgave           |
| 2006 |                  | opgave              | 68e              |
| 2007 |                  |                     |                  |
| 2008 |                  |                     | opgave           |
| 2009 |                  | opgave              |                  |
| 2011 |                  |                     |                  |

| Jaar | Ronde van Vlaanderen | Brabantse Pijl | Waalse Pijl |  | WK op de weg |  | Wereldranglijsten |
| ---- | -------------------- | -------------- | ----------- |  | ------------ |  | ----------------- |
| 2002 | 83e                  |                |             |  |              |  |                   |
| 2004 |                      |                |             |  |              |  |                   |
| 2005 |                      | 10e            |             |  |              |  |                   |
| 2006 |                      |                |             |  | 71e          |  |                   |
| 2007 |                      |                |             |  |              |  | 225e (UPT)        |
| 2008 |                      |                |             |  |              |  |                   |
| 2009 |                      |                |             |  |              |  | 239e (UWK)        |
| 2011 |                      |                | 87e         |  |              |  |                   |